# Breath of Love: Last Piece
| Совокупная оценка    | Совокупная оценка |
| Источник             | Оценка            |
| -------------------- | ----------------- |
| Album of the Year    | 80/100            |
| Оценки критиков      |                   |
| Источник             | Оценка            |
| All K-Pop            | [ 2 ]             |
| The Line of Best Fit | [ 3 ]             |

Breath of Love: Last Piece — четвёртый корейский (пятый в целом) студийный альбом южнокорейского бойбенда Got7. Был выпущен 30 ноября 2020 года лейблом JYP Entertainment. Альбом стал последним релизом группы, выпущенном на JYP, перед истечением срока контрактов в январе 2021 года.

## Предпосылки и релиз
Впервые Breath of Love: Last Piece был анонсирован 9 ноября, и его выход был назначен на 30 ноября, а выпуск предрелизного цифрового сингла «Breath» — неделей ранее, 23 ноября. Спойлер к альбому был опубликован 29 ноября.

## Промоушен
В отличие от промоушена с Dye, продвижение нового альбома продолжалось в течение одной недели, и поклонники группы остались этим недовольны, потому что рассчитывали на полноценный промоушен в течение как минимум двух недель; также фанаты выражали недовольство по поводу отсутствия радио-эфиров, трансляций на V Live, тизера видеоклипа, танцевального видео от Studio Choom, где Got7 участвовали ранее, и никакого промоушена на реалити-шоу.

## Список композиций
| №                   | Название            | Длительность |
| ------------------- | ------------------- | ------------ |
| 1.                  | «Breath»            | 3:08         |
| 2.                  | «Last Piece»        | 3:43         |
| 3.                  | «Born Ready»        | 2:40         |
| 4.                  | «Special»           | 3:27         |
| 5.                  | «Wave»              | 3:15         |
| 6.                  | «Waiting For You»   | 2:55         |
| 7.                  | «Thank You, Sorry»  | 3:44         |
| 8.                  | «1+1»               | 3:15         |
| 9.                  | «I Mean It»         | 3:01         |
| 10.                 | «We Are Young»      | 3:31         |
| Общая длительность: | Общая длительность: | 32:39        |

## Чарты
| Чарт (2020)                            | Высшая позиция |
| -------------------------------------- | -------------- |
| Республика Корея (Gaon Album Chart)    | 3              |
| Великобритания (OCC)                   | 77             |
| США (Billboard Top Heatseekers Albums) | 4              |
| США (Billboard World Albums)           | 7              |